# ویتوریا دی فلیس موراس
ویتوریا دی فلیس موراس (نام زمان تولد: ویتوریا فلیسیو مورائس؛ ۱۸ اوت ۲۰۰۰) که به‌طور حرفه ای به عنوان Viih Tube شناخته می‌شود، یک یوتیوبر، بازیگر و نویسنده برزیلی است. او با ویدئوهای نوجوانی اش که در یوتیوب منتشر شد شناخته شد.
ویتوریا دی فلیس مورائس در ۱۸ اوت ۲۰۰۰ در سوروکابا، در داخل ایالت سائوپائولو به دنیا آمد. او کار خود را در سن ۱۱ سالگی در اینترنت آغاز کرد و در سال ۲۰۱۴ شناخته شد. او به تدریج هزاران مشترک را در کانال خود جذب کرد و به دلیل ارتباط بازیگوشانه اش با مخاطبان نوجوان، پرداختن به موضوعاتی مانند روابط، حرفه و زیبایی‌شناسی دانش آموزان، کسب موفقیت تجاری و تبدیل شدن به یک سلبریتی وب، مورد توجه رسانه‌ها قرار گرفت.
Viih Tube در مصاحبه ای گفت: "من همیشه تلویزیون را دوست داشتم و دوست داشتم بینندگان واقعی داشته باشم. همچنین می‌خواستم آنچه را که می‌دانم و چیزهایی که دوست دارم را آموزش دهم. این ایده به این دلیل به وجود آمد که من بسیار تنها بودم و کاری برای انجام دادن نداشتم.»

## زندگی شخصی
در سال ۲۰۱۶، ویتوریا به بدرفتاری با حیوان خانگی خود متهم شد. پس از آن به عنوان مردودترین چهره دیجیتالی در ماه اکتبر معرفی شد. در همان سال، مادرش از فیلیپه نتو (کمدین) به دلیل افترا شکایت کرد
پس از تشخیص افسردگی، او حامی جنبش ارزش گذاری زندگی شد و در افزایش آگاهی در مورد سلامت روان، فرهنگ لغو و پیشگیری از خودکشی در طی کمپین‌های حمایت روانی اجتماعی همکاری کرد.

## جوایز و نامزدها
| سال  | جایزه      | دسته‌بندی            | نامزدی   | نتیجه | مرجع   |
| ---- | ---------- | ------------------- | -------- | ----- | ------ |
| ۲۰۱۹ | ریو وب فست | ملهور النکو د کمدیا | ام پرووا | برنده | [ ۱۱ ] |

## فیلم‌شناسی

### تلویزیون
| سال  | عنوان                          | نقش                  | یادداشت                  |
| ---- | ------------------------------ | -------------------- | ------------------------ |
| ۲۰۱۶ | Cúmplices de um Resgate        | ویکی / سیدینا لیتائو | قسمت‌ها، "5-7 dezembro"   |
| ۲۰۱۹ | برنامه رائول گیل               | مصاحبه‌کننده          | "Youtubers Querem Saber" |
| ۲۰۲۱ | برادر بزرگ برزیل               | شرکت کننده           | فصل 21                   |
| ۲۰۲۱ | A Fantástica Máquina de Sonhos | هبه کامارگو          | قسمت "15"                |

### فیلم‌ها
| سال  | عنوان            | نقش                   | مرجع.  |
| ---- | ---------------- | --------------------- | ------ |
| ۲۰۲۰ | آمیگا دو اینیمگو | بئاتریز اسکوبار (بیا) | [ ۱۶ ] |
| ۲۰۲۱ | من تیرا دا میرا  | آماندا جسیکا          | [ ۱۷ ] |

### اینترنت
| سال        | عنوان                     | نقش                             | مرجع.  |
| ---------- | ------------------------- | ------------------------------- | ------ |
| ۲۰۱۷       | یک اسپرا                  | پریسیلا                         | [ ۱۸ ] |
| ۲۰۱۸–۲۰۱۹  | ای انیگما                 | میرلا                           | [ ۱۹ ] |
| ۲۰۱۹–اکنون | ام پرووا                  | بئاتریز اسکوبار (بیا)           | [ ۲۰ ] |
| ۲۰۱۹       | سم سینال                  | ویتوریا                         | [ ۲۱ ] |
| ۲۰۱۹–۲۰۲۰  | به عنوان Férias dos Flops | ایزادورا آلبوکرکی د منزز (دورا) | [ ۲۲ ] |
| ۲۰۲۰       | اوما لیگاچائو             | گابی                            | [ ۲۳ ] |
| ۲۰۲۰       | رفلکس‌ها                   | ایزابلا                         | [ ۲۴ ] |

## کتاب‌ها
| سال  | عنوان                     | ناشر        | شابک |
| ---- | ------------------------- | ----------- | ---- |
| ۲۰۱۶ | Tudo Tem Uma Primeira Vez | Intrinseca  |      |
| ۲۰۱۷ | Todo Amor Tem Segredos    | Intrinseca  |      |
| ۲۰۲۱ | Cancelada                 | سردبیر آگیر |      |

## برای مطالعهٔ بیشتر
- مشارکت‌کنندگان ویکی‌پدیا. «Viih Tube». در دانشنامهٔ ویکی‌پدیای انگلیسی، بازبینی‌شده در ۳۱ اوت ۲۰۲۳.